# Team Go Eleven
Il Team Go Eleven è una squadra motociclistica italiana.

## Storia
Il progetto Go Eleven nasce dall'idea di Gianni Ramello e Piero Cabutti e ha come scopo principale la cura e l'immagine del pilota Rubén Xaus. Dopo alcuni anni nell'ambito del campionato Mondiale Superbike come sponsor del BRC Racing, nel 2009 la struttura di Go Eleven si trasforma e diventa un team impegnato nella coppa del Mondo Superstock 1000, scegliendo come moto la KTM 1190 RC8. In principio la struttura utilizzata è esterna, affidata al team PMS, nel 2010 invece il team Go Eleven crea una struttura propria, nominando come team manager Denis Sacchetti che è stato pilota del team nel 2009.
Nel stagione 2010 i piloti sono gli stessi che hanno concluso la stagione 2009, lo spagnolo Pere Tutusaus e Nico Vivarelli, affiancati, in alcune gare, da Marco Rosini. All'inizio della stagione 2010, il team costruisce la propria struttura ed il team manager Denis Sacchetti riesce ad amalgamare una squadra di tecnici che già dalla prima gara a Portimão porta a punti entrambe le moto schierate in griglia.
Nella seconda tappa del Campionato sul circuito di Valencia Tutusaus ottiene la settima posizione in gara, facendo segnare il miglior risultato della KTM nella coppa del Mondo Superstock 1000. Anche nella gara italiana sul circuito di Monza il team Go Eleven piazza entrambe le sue moto a punti. Al termine del campionato, la squadra annuncia il passaggio a Kawasaki e decide di puntare sul campionato Supersport e Superstock 600.
Dal 2012 al 2014 il team partecipa al campionato mondiale Supersport ed alla Superstock 1000 FIM Cup, cambiando spesso i piloti e con alterni risultati. Nel 2015 il team partecipa al campionato mondiale Superbike con il pilota spagnolo Román Ramos.  Nel 2016, al confermato Ramos nel mondiale Superbike, sono affiancati i piloti Christian Gamarino e Ondřej Ježek nel campionato mondiale Supersport. In questa stagione il team non schiera alcuna moto nella Superstock 1000 FIM Cup.
Nel 2017 il team inizia la settima stagione consecutiva con motociclette Kawasaki, schierando nuovamente lo spagnolo Ramos nel mondiale Superbike. Nel mondiale Supersport arrivano due nuovi piloti, Gino Rea ed il giapponese Kazuki Watanabe. Nel 2018 il team cambia entrambi i piloti nel mondiale Supersport, affidando le Kawasaki ZX-6R a Michael Canducci e Lachlan Epis, mentre nel mondiale Superbike si schiera col confermato Román Ramos. Ramos disputa ancora una volta una stagione molto regolare, chiude sedicesimo in classifica piloti e quinto nella graduatoria del Trofeo Indipendenti. Nel mondiale Supersport infortuni e sostituzioni dei piloti limitano i risultati del team che chiude la stagione raccogliendo solo qualche punto.

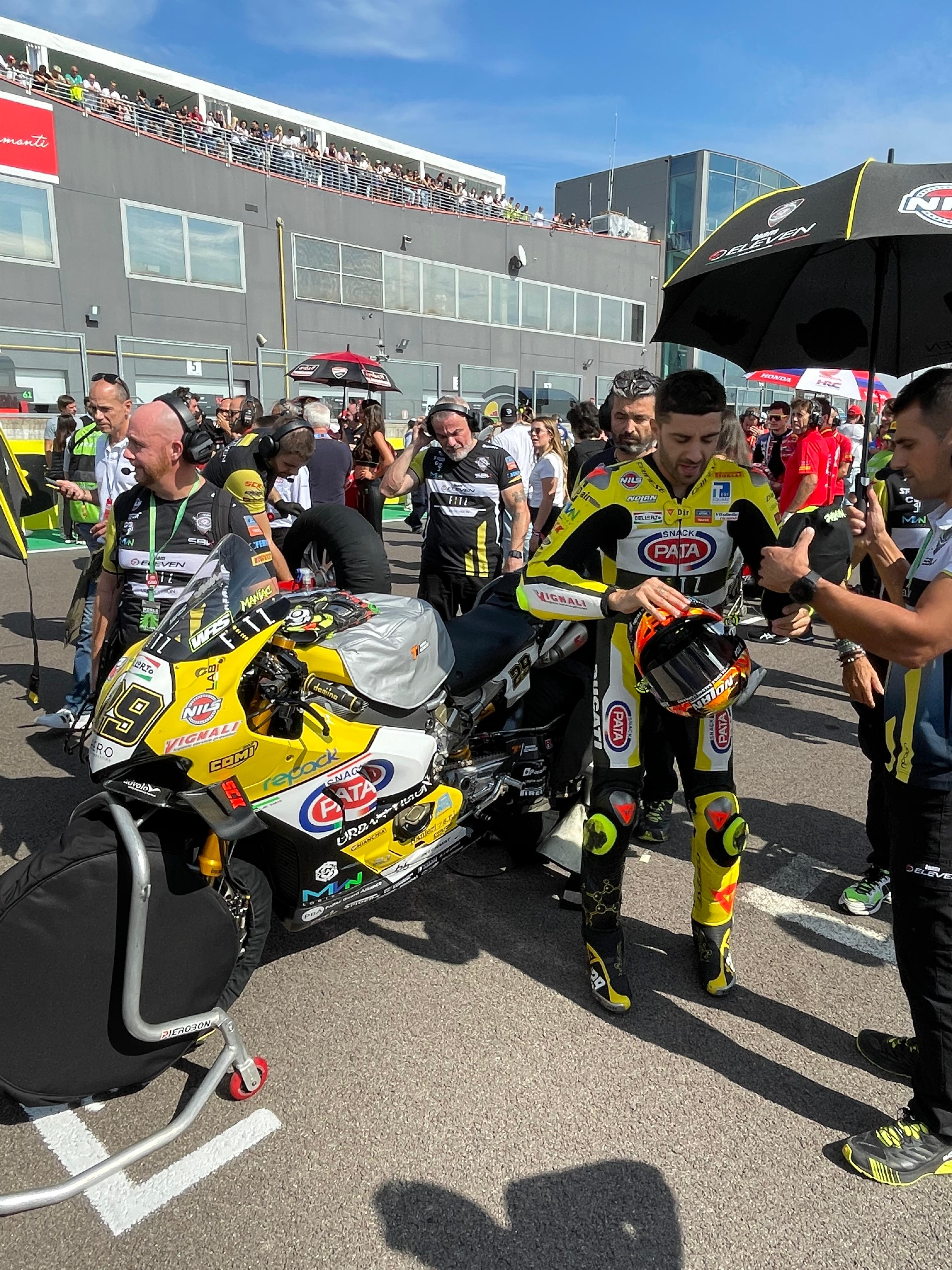
Iannone, poco prima di gara due al Cremona Circuit, nel 2024.

Nel 2019 il team non partecipa al mondiale Supersport. In Superbike invece, schiera un esemplare della nuova Ducati Panigale V4 R affidata a Eugene Laverty che, contestualmente, prende parte anche al Trofeo Indipendenti. Durante la stagione Laverty è costretto a saltare alcune gare a causa di un infortunio rimediato nelle prove libere del Gran Premio di Imola. Il suo posto in squadra viene preso dal pilota britannico, proveniente dalla British Superbike Thomas Bridewell. La stagione si conclude con Laverty al quindicesimo posto in classifica piloti e settimo nella graduatoria del Trofeo Indipendenti.
Nel 2020 il team, eccezion fatta per una wild card in Supersport 300 con Stefano Ranieri, partecipa solamente al mondiale Superbike. Il pilota titolare è Michael Ruben Rinaldi che in occasione del Gran Premio di Teruel conquista la prima vittoria e a fine stagione vince il Trofeo Indipendenti. Nel 2021 Ranieri è nuovamente wild-card nella Supersport 300: disputa la prima gara stagionale in Aragona senza ottenere punti. In Superbike, nel 2021, l'unica Ducati del team è affidata a Chaz Davies, sostituito causa infortunio per un paio di Gran Premi da Loris Baz. Davies termina la stagione al dodicesimo posto e terzo nella graduatoria del Trofeo Indipendenti.
Nel 2022 viene schierata un'unica Panigale V4R affidata a Philipp Öttl, proveniente dal mondiale Supersport. Il tedesco è costretto a saltare il Gran Premio dell'Estoril per infortunio, venendo sostituito da Xavi Forés. Öttl chiude tredicesimo nel mondiale e quarto nel Trofeo Indiependenti mentre Go Eleven si posiziona al nono posto in classifica a squadre. Nel 2023 il confermato Öttl si classifica quindicesimo nel mondiale e sesto tra gli indipendenti, Go Eleven al decimo posto in classifica a squadre. Nel 2024 l'unica Panigale V4R viene affidata ad Andrea Iannone, al rientro da una lunga squalifica ed esordiente assoluto nella categoria. Il pilota abruzzese non delude le aspettative e centra subito il podio in gara uno a Phillip Island. Costantemente nelle prime posizioni di gara, Iannone conquista il primo successo in Superbike ad Aragon in gara uno. La stagione si conclude col secondo posto, sia per il pilota che per la squadra, nel Trofeo Indipendenti.